# Museo Arocena
El Museo Arocena es un museo de Torreón, México, inaugurado en 2006.
Cuenta con salas de arte contemporáneo, arte europeo, arte de la Nueva España e historia regional. El Museo Arocena fue construido a iniciativa de la Fundación E. Arocena, y tiene como base una colección de más de 3000 obras de arte virreinal, europeo y mexicano que fueron adquiridas durante los últimos cien años por la familia Arocena y sus descendientes. El acervo que este contiene es Histórico-Artístico.
Sobre una superficie de cinco mil metros cuadrados, el museo se estableció en el antiguo edificio del Casino de La Laguna, construido en 1910 por el arquitecto francés Louis Channel.

## Salas y espacios

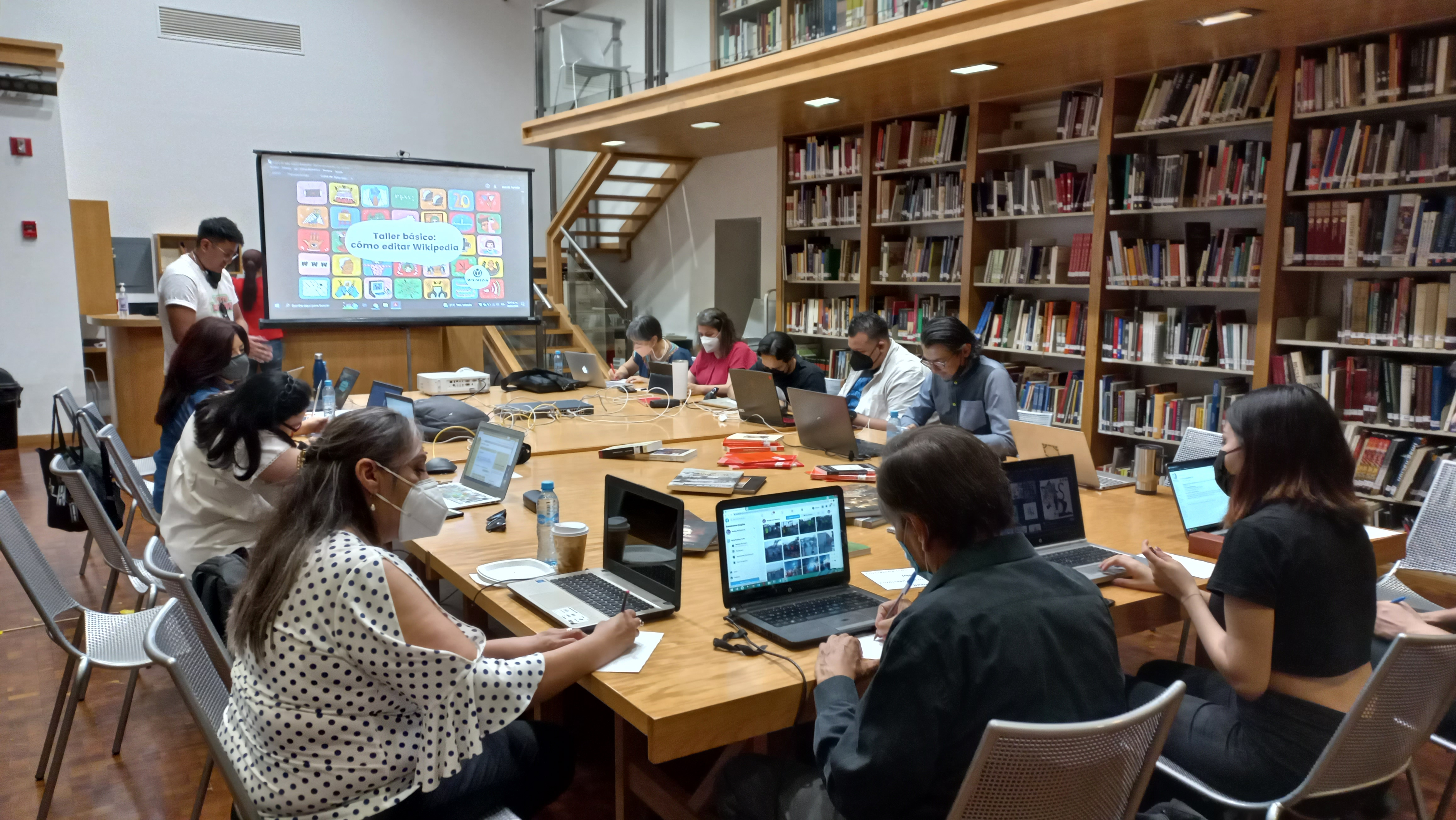

Dentro de los cuatro niveles del Museo, se encuentran dos amplias salas de arte europeo y arte de la Nueva España que constituyen su exposición permanente. En ellas se presentan obras de los periodos medieval, renacentista, barroco, virreinal, neoclásico, romántico y moderno, así como piezas de artes decorativas realizadas en marfil, plata y porcelana.
La variedad de la colección la consolidan como una de las más grandes del país. Durante más de 100 años, la familia Arocena ha logrado reunir invaluables objetos artísticos que fueron otorgados en custodia a la Fundación, asegurándose así la creación y permanencia del Museo.
A través de este acervo es posible apreciar la evolución técnica y estilística de las artes aplicadas en México y Europa, así como sus puntos de divergencia, encuentro e influencias. El recorrido permanente de arte abarca 300 magníficas obras en dos exhibiciones principales: El Arte del México Virreinal y El Arte Europeo.
En la pinacoteca novohispana se exhiben importantes retratos como Sor María Margarita Marcelina, del pintor Miguel Cabrera (1695-1768), así como obras de temática religiosa como la Virgen Dolorosa, pintura sobre lámina con marco repujado de plata y el óleo del siglo XVIII titulado Ecce Homo. El gusto barroco por los símbolos y alegorías se observa en la estupenda pintura Alegoría de la Suma Teológica de Santo Tomás de Aquino también del XVIII.
El visitante podrá apreciar la sección de escultura hispano-oriental en plata y marfil, la amplia selección de mobiliario con decoración en marquetería y taracea, además de ejemplos de mayólica y cerámica de Compañía de las Indias. Posiblemente la sección más destacada del arte virreinal sea la dedicada a la platería civil y religiosa.
Las obras europeas provienen principalmente de España y datan de los siglos XIV al XIX. El recorrido sigue la evolución de estilos desde el gótico, renacentista, manierista, barroco hasta el neoclásico. En la primera parte pueden apreciarse pinturas sobre tabla hispano flamencas de los siglos XIV al XVI. Del siglo de oro español se exhiben la Virgen de la Inmaculada Concepción, obra del sevillano Bartolomé Esteban Murillo (1617–1682) y San Francisco de Asís frente al crucifijo de la capilla de San Damián, atribuido a Francisco de Zurbarán (1598-1664).
La historia nacional y regional ha encontrado lugar en el Museo Arocena a través de dos exhibiciones: México en el Tiempo y Crónica de la Laguna, ambas ubicadas en la última planta del edificio. Este guion se complementa mediante el apoyo de distintos recursos museográficos como videos e interactivos sobre cada tema.
Durante la primera etapa del museo, la sala de exposiciones temporales albergará una selección de obras contemporáneas, parte de una colección privada, producidas en México entre los años 1980 y 2006. Los visitantes podrán apreciar obras de diversos estilos y corrientes de jóvenes artistas mexicanos o extranjeros radicados en nuestro país.
El origen y continuidad de las instituciones museísticas ha dependido de su estratégica relación con el coleccionismo y el mecenazgo. El Museo Arocena cuenta con un patronato que se ha dado a la tarea de implementar una campaña financiera para la realización de esta magna obra. En él colaboran desinteresadamente miembros de la comunidad cultural, empresarial y gubernamental.
Gracias a esta red de colaboración entre distintos sectores sociales y la Fundación E. Arocena será posible lograr, en una segunda etapa del proyecto, el rescate de dos edificios históricos colindantes al Casino de la Laguna: el Edificio Russek que data de 1907 y el Edificio Arocena edificado en 1920. Estos inmuebles serán rehabilitados para ofrecer más áreas de exhibición temporal y permanente, así como otros servicios relacionados con el Museo Arocena.

### Biblioteca y entrada
Cuenta también con una biblioteca especializada en arte e historia y un auditorio con facilidades multimedia. Además, en atención al sentido histórico del inmueble que alberga el Museo, en la planta alta se montó un espacio dedicado a la historia de México, y otro dedicado a la Comarca Lagunera, que incluye sus más sobresalientes aspectos históricos, geográficos, naturales, sociales, económicos, políticos y culturales.
La entrada al Museo se realiza por un costado a través de la Plaza Peñoles, cobijada por un espejo de hojas de zinc y plata.

## Segunda etapa
La siguiente etapa del Museo Arocena se planteó para desarrollarse a partir de 2007 cuando se planeó que comenzasen los trabajos de restauración del antiguo Banco Chino, edificado hacia 1907 (también conocido como Edificio Russek). El inmueble fue restaurado y equipado con tecnología de última generación con la asesoría del museógrafo Rodrigo Witker. La restauración y remodelación se hizo a cargo de la Constructora Arquitectos y Asociados a cargo de la arquitecta Abby Aguirre Garay.

## Tercera etapa
El tercer proyecto de expansión del Museo Arocena fue el rescate y restauración de un edificio contiguo al museo, que en los albores del siglo XX funcionó como banco chino y que fue abierto al público a principios del año 2012; con 1,800 metros cuadrados que se convirtieron en espacios nuevos de exhibiciones temporales.

## La familia Arocena
Rafael Arocena y Arbide fue un inmigrante vasco nacido en 1847, que se estableció en la región de la Comarca Lagunera como agricultor y empresario. Su trascendencia social se basó en el éxito económico que alcanzó en el cultivo de algodón. Su influencia en el mercado del algodón fue de tal dimensión que en 1910 podía modificar el precio de la fibra de algodón cotizado en la Bolsa de Nueva York, según sus maniobras desde su Hacienda de Santa Teresa. Fue precisamente él quien introdujo una semilla de algodón de origen norteamericano en la región. A la postre, este hecho resultaría en una actividad de fructífera actividad que fortalecería la Comarca Lagunera.
Su hija Zenaida Arocena (nacida en 1878), inició la tradición familiar de adquirir obras de arte en México y Europa, tradición que continuaron Elvira Arocena y el actual presidente de la Fundación: Eneko Belasteguigoitia Arocena. Actualmente la Fundación E. Arocena posee una colección de más de dos mil piezas de arte y colabora frecuentemente en proyectos educativos y culturales en la región.